# Friedrich Günther, Prinț de Schwarzburg-Rudolstadt

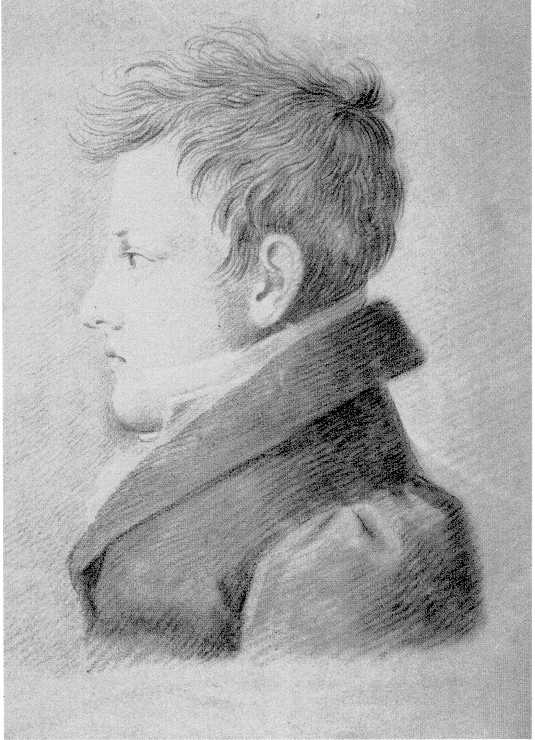
Friedrich Günther, Prinț de Schwarzburg-Rudolstadt

Friedrich Günther, Prinț de Schwarzburg-Rudolstadt (6 noiembrie 1793 – 28 iunie 1867) a fost Prinț suveran de Schwarzburg-Rudolstadt din 1807 până la moartea sa.

## Biografie
S-a născut la Rudolstadt și a fost al doilea fiu al Prințului suveran de Schwarzburg-Rudolstadt, Ludwig Friedrich al II-lea și a soției acestuia, Caroline de Hesse-Homburg (1771–1854). Bunicul său, Friedrich Karl, a murit cu șapte luni înainte de nașterea sa, deci Friedrich Günther a devenit prinț moștenitor la naștere. Tatăl său a murit la 28 aprilie 1807, când el avea 14 ani și mama sa a acționat ca regentă până ce el a devenit major, în 1916, când a preluar controlul asupra principatului.
Când a urcat pe tron în 1807, Schwarzburg-Rudolstadt era membru al Confederației Rinului care a fost dizolvată în 1813 prin Tratatul de la Paris de la 30 mai. În 1814, Prințul Friedrich Günther a devenit suveran al unui principat independent. În 1815 a fost creată Confederația Germană și Schwarzburg-Rudolstadt împreună cu alte monarhii germane s-au alăturat Confederației. În ultimii ani ai domniei sale a izbucnit Războiul austro-prusac (1866), Prințul reușind să mențină Schwarzburg-Rudolstadt neutru.
A fost succedat de fratele său, Prințul Albert, deoarece toți fiii săi cu prima soție au murit înaintea sa, iar fiul său cu cea de-a doua soție,  Prințul Sizzo de Leutenberg, s-a născut dintr-o căsătorie morganatică.